# 16497 Toinevermeylen
A 16497 Toinevermeylen (ideiglenes jelöléssel (16497) 1990 SU8) a Naprendszer kisbolygóövében található aszteroida. Eric Walter Elst fedezte fel 1990. szeptember 22-én.